# Neocyrtopogon bifasciatus
Neocyrtopogon bifasciatus är en tvåvingeart som beskrevs av Ricardo 1912. Neocyrtopogon bifasciatus ingår i släktet Neocyrtopogon och familjen rovflugor. Inga underarter finns listade i Catalogue of Life.